# Berkingedammen
Berkingedammen är en sjö i Östhammars kommun i Uppland och ingår i Forsmarksåns huvudavrinningsområde.